# Немецкий язык в Парагвае
На немецком языке в Парагвае, согласно Ethnologue, разговаривает около 166 тысяч человек, из которых 19 тысяч владеют немецко-платским и стандартным немецким и ещё 19 тысяч только немецко-платским.
Значительная группа людей среди немецкоязычных жителей Парагвая — это немецкоязычные меннониты, которые иммигрировали в 1927 году, главным образом, из России. После следующей иммиграционной волны из Соединенных Штатов, Канады и Мексики её количество составило уже 45 000 или 50 000 человек. Они проживают, прежде всего, на северо-западе страны и в Чако, где их численность незначительна, но они обладают определёнными привилегиями и экономическими благами. Они говорят в большинстве случаев на нижненемецком. Тем не менее верхненемецкий играет знаменательную роль в меннонитских колониях: в частности, в церкви, образовании и управлении, а также как язык средств массовой информации.
От 5 до 7 % всего населения Парагвая составляют лица немецкого происхождения. Во времена правления диктатора Альфредо Стресснера, который сам был немецкого происхождения и занимал президентский пост с 1954 по 1989, десятки тысяч немецкоязычных бразильцев иммигрировали из Бразилии. Только в 1973-1974 их было 42 000: прежде всего, в департаментах Альто-Парана, Каасапа, Итапуа, Канендию, Каагуасу и Сан-Педро. Только в этих департаментах более 100 000 бразильцев немецкого происхождения живут сегодня в 9 крупных посёлках и 45 окраинных селениях. С уходом Стресснера в феврале — марте 1989 к ним присоединились ещё 150 000 человек немецкого происхождения.